# Doreen Schnell
Doreen Schnell es una deportista alemana que compitió en remo como timonel. Ganó una medalla de oro en el Campeonato Mundial de Remo de 1994, en la prueba de ocho con timonel.

## Palmarés internacional
| Campeonato Mundial | Campeonato Mundial            | Campeonato Mundial | Campeonato Mundial |
| Año                | Lugar                         | Medalla            | Prueba             |
| ------------------ | ----------------------------- | ------------------ | ------------------ |
| 1994               | Indianápolis (Estados Unidos) | Medalla de oro     | Ocho con timonel   |